# Orthemis harpago
Orthemis harpago is een libellensoort uit de familie van de korenbouten (Libellulidae), onderorde echte libellen (Anisoptera).
De wetenschappelijke naam Orthemis harpago is voor het eerst geldig gepubliceerd in 2009 door von Ellenrieder.